# Opactwo Cystersów w La Bénisson-Dieu
Opactwo Cystersów w La Bénisson-Dieu – cysterski zespół klasztorny wybudowany w latach 1140–1190 w La Bénisson-Dieu we Francji. Od 1840 roku posiada status monument historique, w kategorii classé MH (zabytek o znaczeniu krajowym).

## Lokalizacja
Opactwo jest zlokalizowane przy rue des Convers, na terenie miejscowości La Bénisson-Dieu, w departamencie Loara, w regionie Auvergne-Rhône-Alpes.

## Opis i historia
W 1138 roku Alberyk, uczeń Bernarda z Clairvaux, założył w La Bénisson-Dieu klasztor. Wybudowano budynki klasztorne i kościół opacki. Pierwotny kościół pochodzi z końca XII wieku i stanowi przejście między sztuką romańską i gotycką. Fasada i nawy boczne z żebrowymi sklepieniami są utrzymane w stylu romańskim. Nawa główna to początek gotyku dzięki sklepieniom żebrowym. Jego architektura, prosta i surowa, jest typowo cysterska. Około 1500 roku Pierre de La Fin wybudował ufortyfikowaną dzwonnicę (wysoką na 51 metrów), dach został podniesiony i pokryty polichromowanymi dachówkami. W 1612 roku opactwo zniszczone przez wojny przejął zakon żeński. Przeoryszą została Françoise de Nérestang , córka Philiberta de Nérestang, która przebudowała prezbiterium i utworzyła w nawie południowej barokową kaplicę poświęconą Matce Boskiej. Zrujnowane opactwo zostało odrestaurowane, przebudowane i wyposażone w barokową kaplicę ukończoną w 1651 roku.
Podczas rewolucji francuskiej klasztor został opuszczony. Jego budynki zostały sprzedane, a zabudowania klasztorne rozebrano i przekształcono w kamieniołom. Kilka lat później kościół został wykupiony przez mieszkańców i stał się kościołem parafialnym.

## Galeria

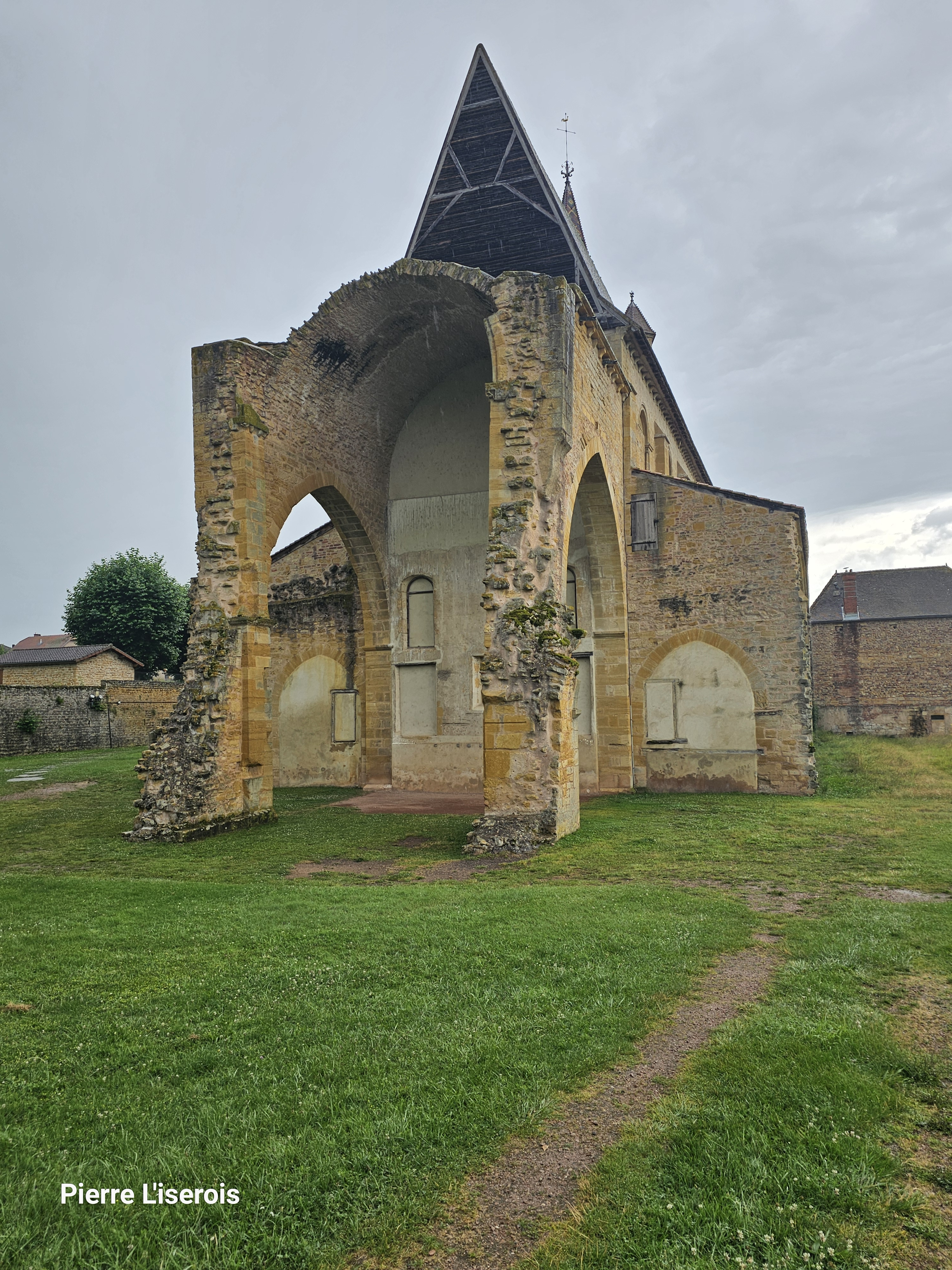
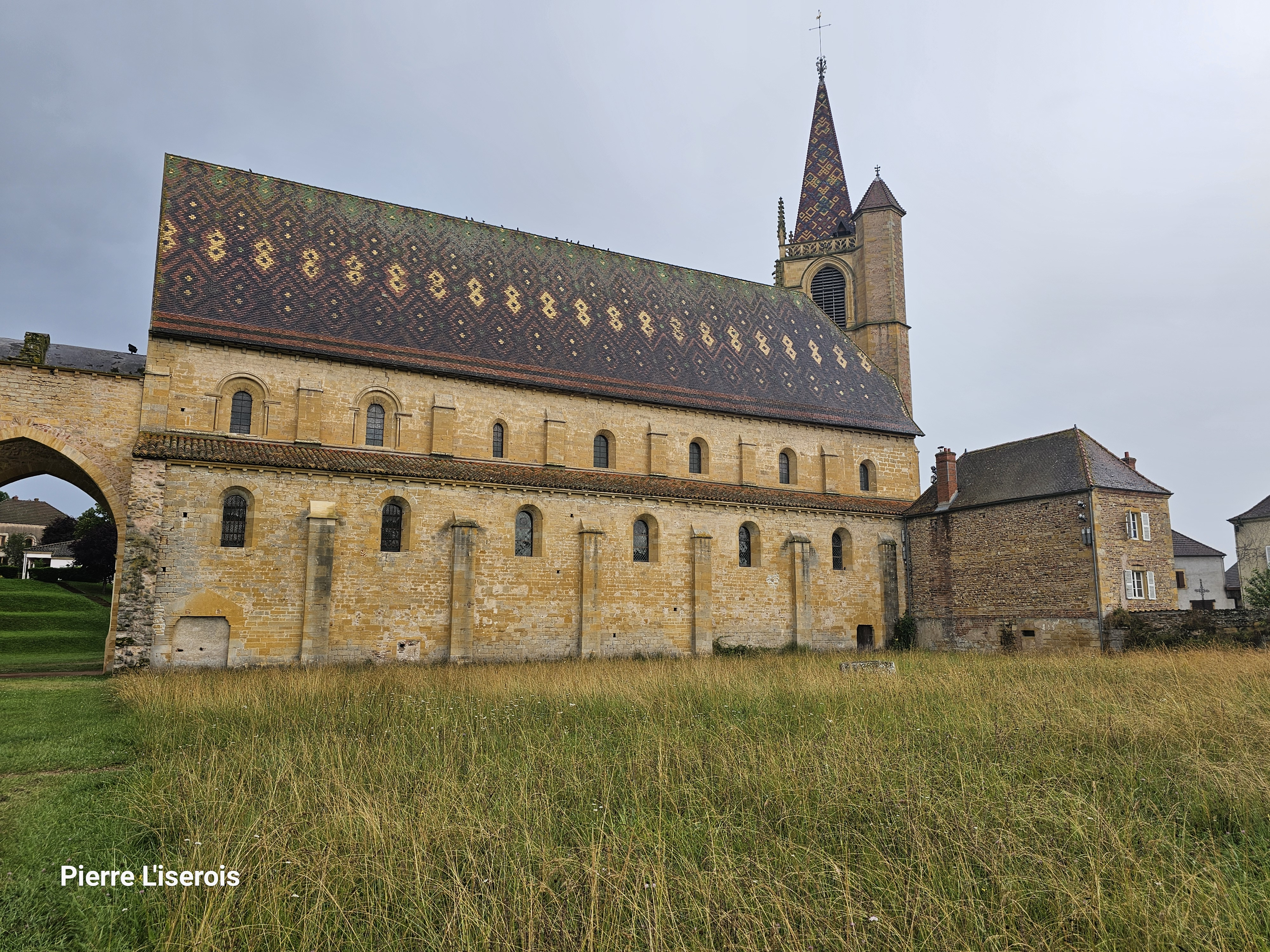
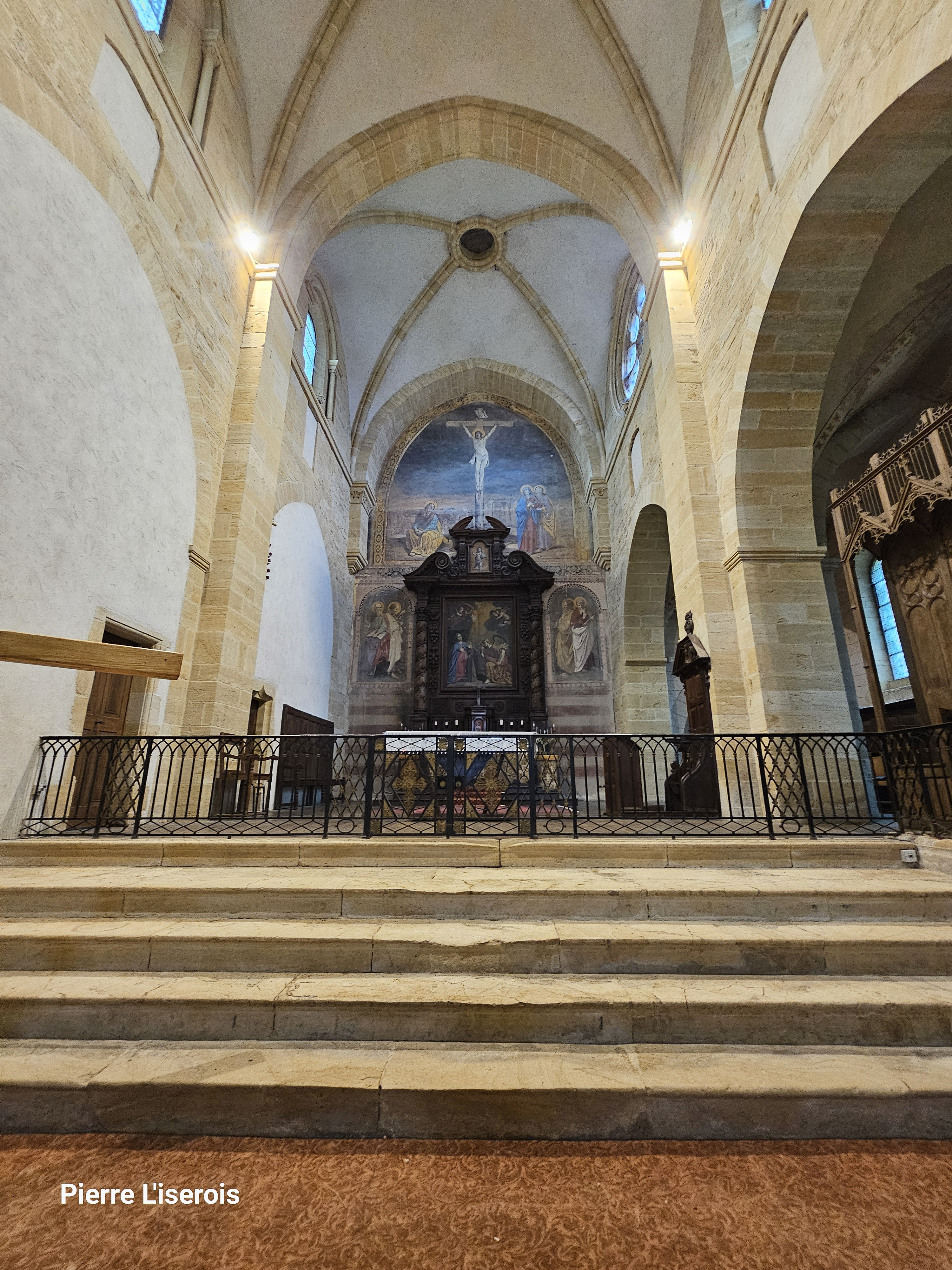
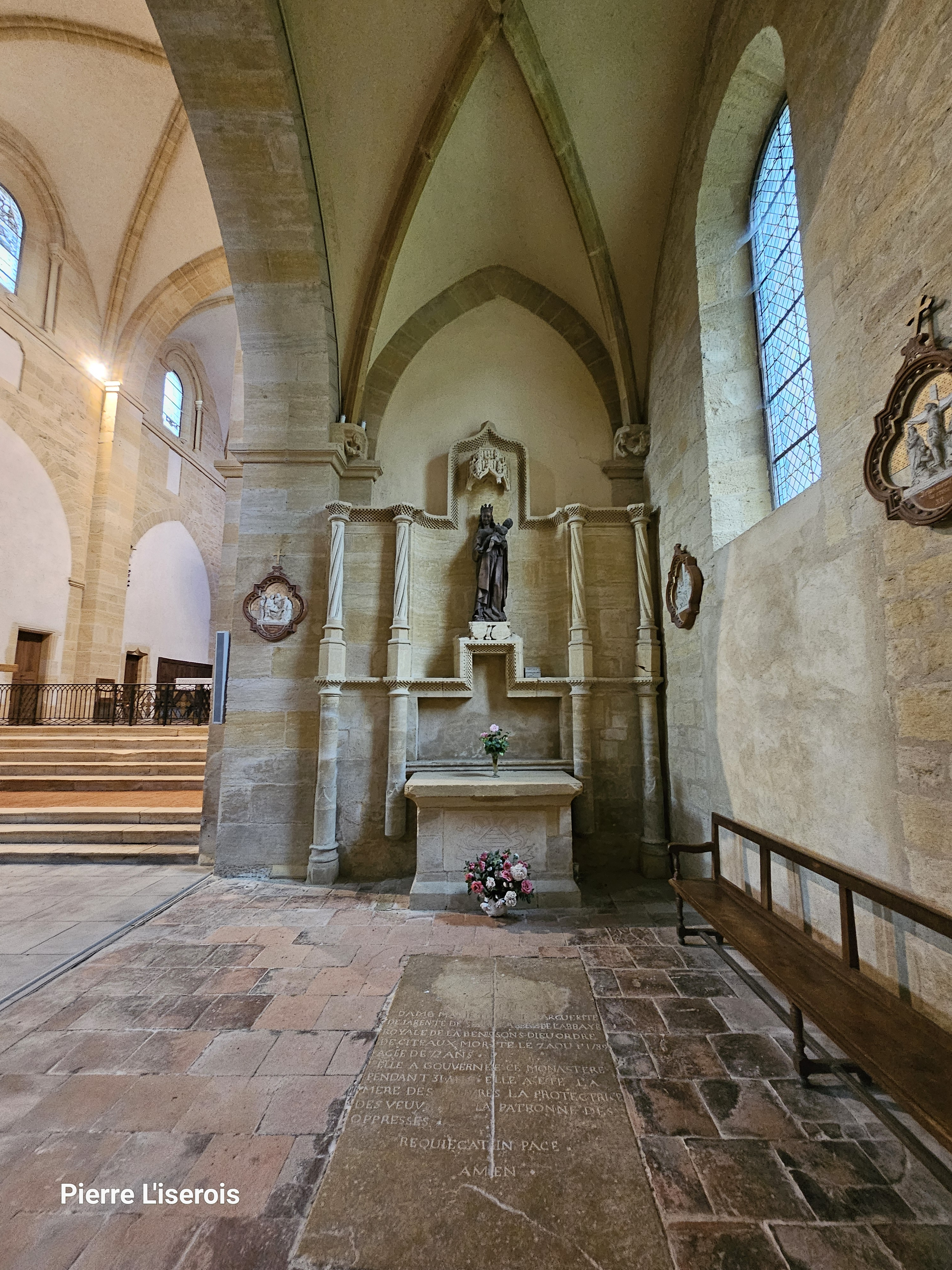
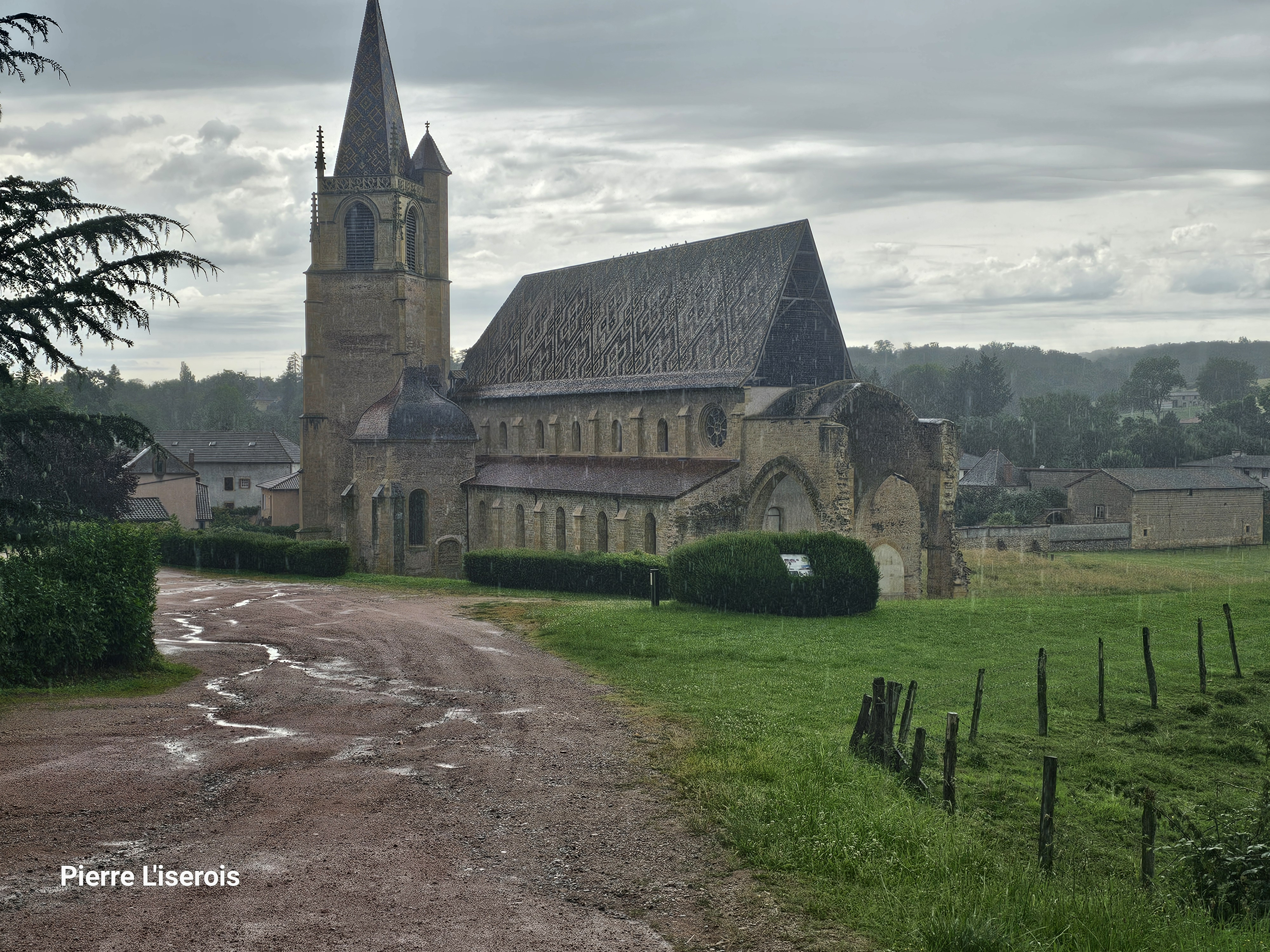
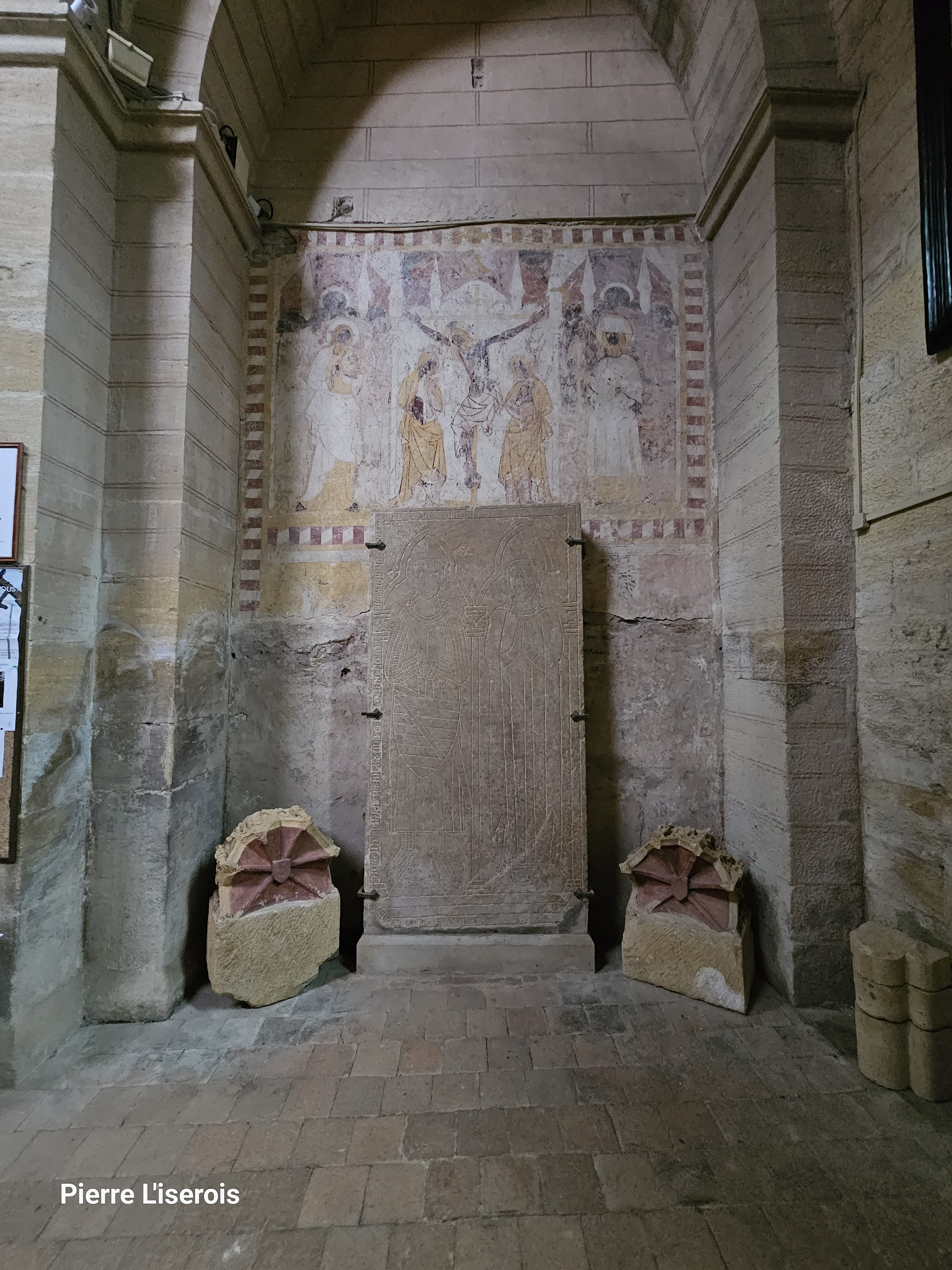